# Japan Cup 2013
Der 22. Japan Cup (offiziell: Japan Cup Cycle Road Race) fand am 20. Oktober 2013 im japanischen Utsunomiya statt. Das Eintagesrennen war Teil der UCI Asia Tour 2014 und innerhalb dieser in die höchste Kategorie 1.HC eingestuft. Damit erhielten die ersten fünfzehn Fahrer Punkte für die Asia-Rangliste, Fahrer von ProTeams waren nicht berechtigt, Punkte einzufahren.

## Teilnehmer
Am Start standen sieben ProTeams, für die das Rennen den Saisonabschluss 2013 bedeutete, sowie eine Professional-Continental-Mannschaft, acht Continental Teams und eine Nationalmannschaft. Pro Mannschaft durften nur maximal fünf Fahrer starten. Bekannte teilnehmende Fahrer waren unter anderem Richie Porte von Sky ProCycling, Titelverteidiger Ivan Basso und Peter Sagan (beide Cannondale Pro Cycling), Michael Rogers (Team Saxo-Tinkoff), Damiano Cunego (Lampre-Merida) oder Daniel Martin (Garmin-Sharp). Mit Bernhard Eisel von Sky, Matthias Krizek von Cannondale und Matthias Friedemann vom Champion System Pro Cycling Team nahmen auch drei deutschsprachige Profis am Rennen teil.
| ProTeams Omega Pharma-Quickstep Sky ProCycling RadioShack Leopard Cannondale Pro Cycling Team Saxo-Tinkoff Lampre-Merida Garmin-Sharp Professional Continental Teams Champion System 0 | Continental Teams Jelly Belly Cycling Amore e Vita Team Nippo-De Rosa Bridgestone-Anchor Aisan Racing Team Team Ukyo Shimano Racing Team Utsunomiya Blitzen Nationalmannschaften Japan |

## Strecke und Rennverlauf
In der Stadt Utsunomiya nördlich von Tokio fand der Japan Cup 2013 auf einem 14,1 Kilometer langen Rundkurs statt, der zehn Mal befahren werden musste. Hinzu kam dann noch eine abschließende Runde von 10,3 Kilometern. Jede Runde wartete zu Beginn mit dem Anstieg nach Kogashi auf, bei dem ungefähr 125 Höhenmeter überwunden werden mussten. Auch gegen Ende jeder Runde folgte noch einmal ein kleinerer Anstieg mit ungefähr 50 Höhenmetern. Insgesamt waren 151,3 Kilometer auf der topografisch nicht einfachen Strecke zurückzulegen.
Auf der letzten Runde setzte der Australier Michael Rogers nach Vorarbeit seiner Teamkollegen Jewgeni Petrow und Rory Sutherland von Saxo-Tinkoff die rennentscheidende Attacke und feierte somit im letzten Rennen der Saison als Solist seinen ersten Erfolg im Jahr 2013. Die dreiköpfige Verfolgergruppe mit Jack Bauer, Damiano Cunego und Julián Arredondo, der wie im Vorjahr den vierten Platz belegte, hatte am Ende 44 Sekunden Rückstand auf Rogers. Taiji Nishitani auf Rang neun war der bestplatzierte der einheimischen japanischen Fahrer.

## Endstand
|     | Fahrer             | Nation                 | Team                   | Zeit         | Punkte Asia-Tour |
| --- | ------------------ | ---------------------- | ---------------------- | ------------ | ---------------- |
| 1.  | Michael Rogers     | Australien             | Team Saxo-Tinkoff      | 4:25:00 h    | 100 (0)          |
| 2.  | Jack Bauer         | Neuseeland             | Garmin-Sharp           | + 0:44 min   | 70 (0)           |
| 3.  | Damiano Cunego     | Italien                | Lampre-Merida          | gleiche Zeit | 40 (0)           |
| 4.  | Julián Arredondo   | Kolumbien              | Team Nippo-De Rosa     | gleiche Zeit | 30               |
| 5.  | David López García | Spanien                | Sky ProCycling         | + 0:50 min   | 25 (0)           |
| 6.  | Manuele Mori       | Italien                | Lampre-Merida          | + 0:58 min   | 20 (0)           |
| 7.  | Joseph Dombrowski  | Vereinigte Staaten     | Sky ProCycling         | gleiche Zeit | 15 (0)           |
| 8.  | Carlos Verona      | Spanien                | Omega Pharma-Quickstep | gleiche Zeit | 10 (0)           |
| 9.  | Taiji Nishitani    | Japan                  | Aisan Racing Team      | + 1:05 min   | 9                |
| 10. | Joshua Edmondson   | Vereinigtes Konigreich | Sky ProCycling         | + 1:33 min   | 8 (0)            |
| 11. | Elia Favilli       | Italien                | Lampre-Merida          | + 2:30 min   | 7 (0)            |
| 12. | Ben Hermans        | Belgien                | RadioShack Leopard     | + 2:55 min   | 6 (0)            |
| 13. | Pieter Serry       | Belgien                | Omega Pharma-Quickstep | + 2:59 min   | 5 (0)            |
| 14. | Ivan Basso         | Italien                | Cannondale Pro Cycling | gleiche Zeit | 4 (0)            |
| 15. | Steele Von Hoff    | Australien             | Garmin-Sharp           | + 3:58 min   | 3 (0)            |